# Henri Frédéric Paul Gervais
 (septembre 2022).
Si vous disposez d'ouvrages ou d'articles de référence ou si vous connaissez des sites web de qualité traitant du thème abordé ici, merci de compléter l'article en donnant les références utiles à sa vérifiabilité et en les liant à la section « Notes et références ».
Pour les articles homonymes, voir Gervais.

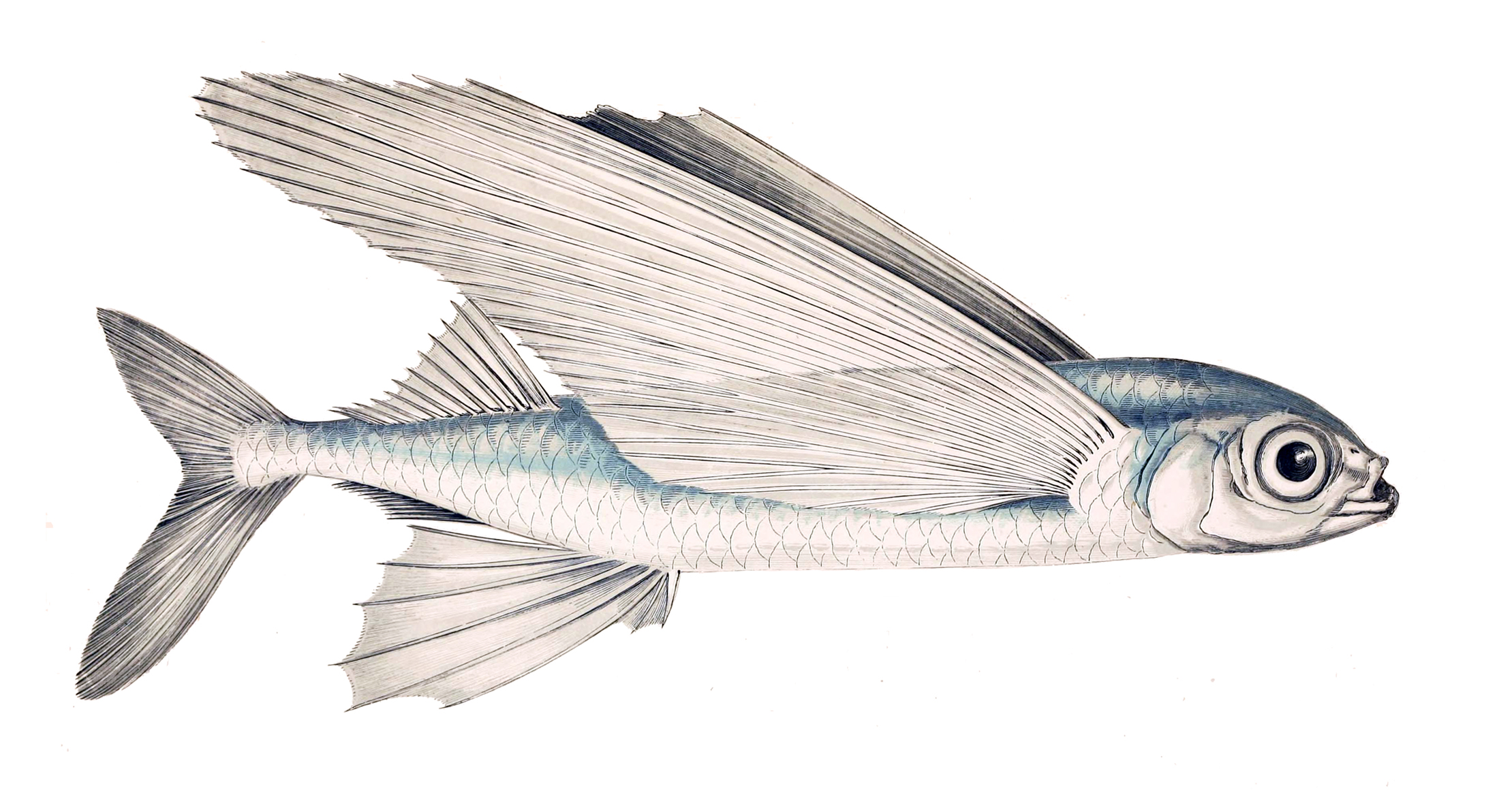
Un poisson volant commun dessiné par Henri Gervais dans Les poissons (1877).

Henri Frédéric Paul Gervais, né le 24 novembre 1845 à Paris et mort le 12 janvier 1915 à Larchant (Seine-et-Marne), est un ichtyologiste français qui  travaillait au Muséum national d'histoire naturelle. C'est le fils du zoologiste et paléontologue français Paul Gervais.

## Publications
- Henri Frédéric Paul Gervais, Les poissons ; synonymie--description--mœurs--frai--pêche--iconographie, des espèces composant plus particulièrement la faune française, 1877.
- Henri Frédéric Paul Gervais et Florentino Ameghino, Les mammifères fossiles de l'Amérique du Sud, F. Savy, 1880, 225 p..